# Laffy Taffy (singolo)
Laffy Taffy è un brano musicale del gruppo musicale hip hop di AtlantaD4L, pubblicato come primo singolo estratto dall'album Down for Life. Il brano che utilizza un campionamento di  Candy Girl dei New Edition, ha raggiunto la prima posizione della classifica statunitense Billboard Hot 100 nel gennaio 2006.

## Tracce
CD Single WEA WMSPROM51078
1. Laffy Taffy (International Edit)
2. Laffy Taffy (Instrumental Version)
3. Laffy Taffy (Acappella)

CD Maxi Asylum Records 7567940932
1. Laffy Taffy (Amended Version)
2. Laffy Taffy (Explict Version)
3. Laffy Taffy (A Cappella Version)
4. Scotty (Explicit Album Version)

## Classifiche
| Classifica (2006)                    | Posizione più alta |
| ------------------------------------ | ------------------ |
| U.S. Billboard Hot 100               | 1                  |
| U.S. Billboard Hot R&B/Hip-Hop Songs | 15                 |
| U.S. Billboard Hot Rap Tracks        | 6                  |
| U.S. Billboard Hot Ringtones         | 5                  |
| U.S. Billboard Pop 100               | 3                  |